# Neolareiga rufocoerulea
Neolareiga rufocoerulea är en stekelart som beskrevs av Heinrich 1980. Neolareiga rufocoerulea ingår i släktet Neolareiga, och familjen brokparasitsteklar. Inga underarter finns listade.